# القنب الهندي في الكويت
القنب الهندي في الكويت غير قانوني.

## الاستخدام
يمكن أن يؤدي استخدام وحيازة الاستخدام الشخصي للقنب إلى السجن لمدة عامين بالإضافة إلى الغرامات. يمكن أن تكون العقوبة على الجرائم المتعلقة بالمخدرات قاسية, بما في ذلك عقوبة الإعدام.

## التهريب الدولي
يتم نقل القنّب الهندي والمخدرات الأخرى من أفغانستان عبر إيران إلى الكويت ثم إلى أوروبا.